# Мала Флорами
Мала Флорами (хрв. Mala Floramye) је оперета у 3 чина, најпознатија оперета хрватског композитора Ива Тијардовића, компонована 1925. године. Премијерно је изведена 14. јануара 1926. у Хрватском народном казалишту у Сплиту. Музички материјал овог дела базиран је на далматинском мелосу који је Тијардовић користио у свом стваралаштву.
Оперета је извођена на сценама широм некадашње Југославије, а и даље се изводи, не само у Хрватској, већ и у другим бившим републикама. Данас је ово најпопуларнија сплитска представа, најизвођенија сплитска оперета и трајни део идентитета овог града.
Љупка, лако памтљива мелодика, која се често граничи са шлагерима из тог времена и сјајна карактеризација ликова, који су као пресликани са сплитских улица, адути су због којих оперету Мала Флорами зову хрватском краљицом оперете с мора. Носталгична арија насловне јунакиње „Далеко м’е бисер мора” постала је неслужбена химна свих Далматинаца исељеника широм света.

## Извођења у Србији
Овај омаж Сплиту, Медитерану, ведрини и љубави од самог почетка осваја позоришне сцене, а дуги низ година извођена је и у српским позориштима.

### Нови Сад
Оперета Мала Флорами први пут је у Србији играна у Новом Саду 6. децембра 1931. године. Оперету је извео путујући ансамбл Новосадско-осијечког позоришта. У Српском народном позоришту ова оперета први пут је изведена 16. новембра 1968. У тој поставци извођена је 62 пута, пред око 20.000 гледалаца. Други пут је постављена 14. фебруара 1978. и у овој поставци играна је 44 пута, такође пред око 20.000 гледалаца.

### Београд
У Београду је Мала Флорами први пут изведена на Коларчевом народном универзитету 2. априла 1936. године, под покровитељством Удружења југословенских музичких аутора и одбора београдских дама. Главну мушку улогу играо је Сплићанин Славко Миџор, такође и редитељ мјузикла, а сам Тијардовић је био сценограф, костимограф, кореограф и диригент.
Године 1953. оснивач и уметнички руководилац Хумористичког позоришта (касније Позориште на Теразијама) Радивоје Лола Ђукић из Загреба је у Београд довео брачни пар Жељку Рајнер и Ђокицу Милаковића. У Жељки је теразијска сцена добила своју примадону која је извођачки суверено владала сценом више од четврт века, а у Ђокици зналца оперетске сцене који се спретно сналазио и у улози редитеља. Први резултат била је управо премијера оперете Мала Флорами 8. јануара 1954. Жељка и Ђокица стали су незаборавни као Флорами и шјор Бепо и ове улоге одиграли су више од 200 пута.
Представа је са новим поставкама играна и 1964. и 1974. године. Тијардовићеве оперете Мала Флорами и Сплитски акварел, засноване на сплитским анегдотама, биле су стални део репертоара Позоришта на Теразијама. Пуне заводљивог локалног колорита, пријемчиве мелодике и хумора, радо су биле гледане и дуго игране. У Политици је тада писано да „ова премијера представља највећу атракцију овогодишње сезоне уз лични наступ најпопуларнијег југословенског музичара Тијардовића“.

## Либрето
Тијардовић је написао и либрето за ову оперету. У првом чину радња оперете одвија се у времену пред Први светски рат у карневалској ноћи на сплитској Риви, а краљица и краљ карневала су млади заљубљени пар Флорами и Мирко. Истовремено је ту и шјор Бепо Пегула, нарочито његове самопроглашене заводничке способности, и у овој прилици предмет забаве својим себи сличним пријатељима, као и остатку града. Други се чин дешава у градићу Кимпервилу поред Марсеља за време рата, где се поновно срећу Флорами и Мирко, она као болничарка, а он као славни ратни херој, поручник Петар Петровић. Ту се некако затекне и шјор Бепо, у ког се лудо заљубљује енглеска болничарка Мис Евелин Бјутифлауер. Трећи чин смештен је поновно у Сплит по завршетку рата, а љубавне приче се срећно завршавају у романтичном и комичном хапиенду.

### Први чин
Карневалска ноћ У Сплиту. Обала је украшена лампионима и цвећем, а у гомили људи студент Мирко тражи своју девојку Флорами. Три сплитска господина, шјор Бепо, шјор Филе и шјор Дане, такође су у граду и постају предмет забаве неколицине сплитских младића. Њихова мета је Шјор Бепо Пегула и његови заводнички манири. Флорами, „најлипши сплитски цвит“, такође долази на обалу, пошто се против воље своје мајке, шјоре Петрониле искрала из куће и срела са Мирком. Ту је и полицајац – редарствени орган, строги чувар „морала и реда“, који забавља присутне наредбама попут: „У име корака три закона натраг!“ док га маскирани учесници карневала задиркују. Шјора Петронила, љута што је ћерка није послушала, стиже на обалу и затиче Флорами како плеше са шјор Даном и шјор Филом. Флорами бежи од љутите мајке, коју Дане и Филе покушавају да смире. Ближи се избор краљице – најузбудљивији део карневала. Флорами побеђује и бира Мирка за свог краља. Истовремено, мангупи говоре Шор Бепу да му је Флорами заказала љубавни сусрет. Бепо жури на састанак са великим букетом цвећа, али у незгодно време. Уместо Флорами, која је са Мирком, на састанак стиже Петронила, која је чула да неко има састанак са њеном ћерком. Петронила напада Бепа, тражећи од редара да га ухапси због завођења малолетнице.

### Други чин
Мали град Кимпервил у Француској. Флорамје је напустила Сплит и сада је медицинска сестра у војној болници. Током рата је изгубила сваки траг својих родитеља. Такође је променила име, па се сада зове Сузет. Пре тога радила је као кабаре плесачица у Паризу. Поручник Петар Петровић, херој коте 212, треба да дође у болницу. Сви се спремају да дочекају славног јунака. Стицајем околности, шјор Бепо Пегула се нашао у Француској, где је упознао енглеску медицинску сестру, госпођицу Евелин Бјутиглауер, познатију као Мисили – Бисили, која га позива на дочек. Он прихвата позив и за ту прилику облачи генералску униформу, што изазива забуну – сви мисле да је он херој коте 212. Када поручник Петровић коначно стигне, Сузет у њему препознаје свог Мирка, али не жели да Мирко препозна њу јер се боји да ће је презрети што је радила као плесачица. Али љубав све прашта.

### Трећи чин
Сплит, одмах по завршетку Првог светског рата, устану Тонкице, другарице мале Флорами. Шјор Бепо Пегула се хвали својим љубавним аферама и војним подвизима. Али када Мирко и Флорами стигну у Сплит његове приче падају у воду, а када стигне госпођица Евелин и љубавне авантуре постају очигледне. Евелин никако није енглеска принцеза невероватне лепоте. Ту се завршава прича мале Флорами, „најлипшег сплитског цвита“, уз смех песму и са срећним крајем.

## Ликови
- Мала Флорами / Сузет
- Шјора Петронила, мајка мале Флорами
- Тонкица, другарица мале Флорами
- Марица, другарица мале Флорами
- Мирко / Петар Петровић, студент
- Звоне, Мирков друг
- Маринко, Мирков друг
- Шјор Бепо Пегула (овај лик остао је запамћен у изведби Бориса Дворника)
- Шјор Дане
- Шјор Филе
- Редарствени орган
- Фелицио – Пицаферај
- Мис Евелин Бјутyфлауер, главна медицинска сестра у Црвеном крсту (у Позоришту на Теразијама ову улогу је са Дворником играла Милна Дравић)
- Пуковник маркиз Арман Монфор де Кимпервил
- Алмет, сестрица
- Американски војник

Хор, оркестар, балетски ансамбл